# Division nationale (Schach) 1997/98
Die Division nationale (Schach) 1997/98 war die höchste Spielklasse der luxemburgischen Mannschaftsmeisterschaft im Schach.
Meister wurde zum dritten Mal in Folge Gambit Bonnevoie. Aus der Promotion d'honneur waren die zweiten Mannschaften von Cercle d'échecs Dudelange und Le Cavalier Differdange aufgestiegen. Beide Aufsteiger mussten direkt wieder absteigen. Zu den gemeldeten Mannschaftskadern siehe Mannschaftskader der Division nationale (Schach) 1997/98.

## Modus
Das Turnier war unterteilt in eine Vorrunde und eine Endrunde. Die acht teilnehmenden Mannschaften spielten zunächst ein einfaches Rundenturnier. Die ersten Vier spielten im Poule Haute um den Titel, die letzten vier im Poule Basse gegen den Abstieg. Über die Platzierung entschied zunächst die Summe der Mannschaftspunkte (1 Punkt für einen Sieg, 0,5 Punkte für ein Unentschieden, 0 Punkte für eine Niederlage), anschließend die Zahl der Brettpunkte (1 Punkt für einen Sieg, 0,5 Punkte für ein Remis, 0 Punkte für eine Niederlage). Für die Endplatzierung wurden sowohl die Punkte aus der Vorrunde als auch die Punkte aus der Endrunde berücksichtigt.

## Spieltermine
Die Wettkämpfe wurden ausgetragen am 19. Oktober, 16. und 23. November, 14. Dezember 1997, 4. und 25. Januar, 1. Februar, 8. und 22. März 1998.

## Vorrunde
Während Gambit Bonnevoie und Le Cavalier Differdange sich souverän für den Poule Haute qualifizierten, waren die Plätze 3 und 4 hart umkämpft. Erst in der letzten Runde fielen die Entscheidungen zugunsten von Le Cavalier Belvaux und De Sprénger Echternach.

### Abschlusstabelle
| Pl. | Verein                                       | Sp | G | U | V | MP      | Brett-P.  |
| --- | -------------------------------------------- | -- | - | - | - | ------- | --------- |
| 01. | Gambit Bonnevoie (M)                         | 7  | 7 | 0 | 0 | 7:0     | 48,0:8,0  |
| 02. | Le Cavalier Differdange I. Mannschaft        | 7  | 5 | 0 | 2 | 5:2     | 31,5:24,5 |
| 03. | Le Cavalier Belvaux                          | 7  | 3 | 2 | 2 | 4:3     | 27,0:29,0 |
| 04. | De Sprénger Echternach                       | 7  | 3 | 2 | 2 | 4:3     | 26,0:30,0 |
| 05. | Cercle d'échecs Dudelange I. Mannschaft      | 7  | 3 | 1 | 3 | 3,5:3,5 | 30,0:26,0 |
| 06. | Cercle d'échecs Philidor Dommeldange-Beggen  | 7  | 3 | 1 | 3 | 3,5:3,5 | 26,5:29,5 |
| 07. | Le Cavalier Differdange II. Mannschaft (N)   | 7  | 1 | 0 | 6 | 1:6     | 19,0:37,0 |
| 08. | Cercle d'échecs Dudelange II. Mannschaft (N) | 7  | 0 | 0 | 7 | 0:7     | 15,0:41,0 |

### Entscheidungen
|     | Teilnehmer am Poule Haute: Gambit Bonnevoie, Le Cavalier Differdange I. Mannschaft, Le Cavalier Belvaux, De Sprénger Echternach                                                                   |
|     | Teilnehmer am Poule Basse: Cercle d'échecs Dudelange I. Mannschaft, Cercle d'échecs Philidor Dommeldange-Beggen, Le Cavalier Differdange II. Mannschaft, Cercle d'échecs Dudelange II. Mannschaft |
| (M) | Meister der letzten Saison |
| (N) | Aufsteiger der letzten Saison |

### Kreuztabelle
| Ergebnisse | Ergebnisse                                  | 01. | 02. | 03. | 04. | 05. | 06. | 07. | 08. |
| ---------- | ------------------------------------------- | --- | --- | --- | --- | --- | --- | --- | --- |
| 01.        | Gambit Bonnevoie                            |     | 5   | 7   | 7½  | 6½  | 7½  | 7½  | 7   |
| 02.        | Le Cavalier Differdange I. Mannschaft       | 3   |     | 5½  | 4½  | 5   | 2½  | 5   | 6   |
| 03.        | Le Cavalier Belvaux                         | 1   | 2½  |     | 3½  | 4   | 5   | 5   | 6   |
| 04.        | De Sprénger Echternach                      | ½   | 3½  | 3½  |     | 4½  | 4   | 4½  | 5½  |
| 05.        | Cercle d'échecs Dudelange I. Mannschaft     | 1½  | 3   | 4   | 3½  |     | 6   | 6   | 6   |
| 06.        | Cercle d'échecs Philidor Dommeldange-Beggen | ½   | 5½  | 3   | 4   | 2   |     | 6   | 5½  |
| 07.        | Le Cavalier Differdange II. Mannschaft      | ½   | 3   | 3   | 3½  | 2   | 2   |     | 5   |
| 08.        | Cercle d'échecs Dudelange II. Mannschaft    | 1   | 2   | 2   | 2½  | 2   | 2½  | 3   |     |

Anmerkung: Im Wettkampf zwischen Echternach und Belvaux wurde das zweite Brett von beiden Mannschaften nicht besetzt und daher 0:0 gewertet.

## Endrunde

### Poule Haute
Bonnevoie hatte mit 7:0 Punkten bereits 2 Punkte Vorsprung. Erst in der letzten Runde, als die Titelverteidigung sicher war, unterlag Bonnevoie Belvaux, die durch diesen Sieg den zweiten Platz erreichten.

#### Abschlusstabelle
| Pl. | Verein                                | Sp | G | U | V | MP      | Brett-P.  |
| --- | ------------------------------------- | -- | - | - | - | ------- | --------- |
| 01. | Gambit Bonnevoie (M)                  | 10 | 9 | 0 | 1 | 9:1     | 61,5:18,5 |
| 02. | Le Cavalier Belvaux                   | 10 | 5 | 2 | 3 | 6:4     | 40,5:39,5 |
| 03. | Le Cavalier Differdange I. Mannschaft | 10 | 5 | 1 | 4 | 5,5:4,5 | 41,5:38,5 |
| 04. | De Sprénger Echternach                | 10 | 4 | 3 | 3 | 5,5:4,5 | 37,0:43,0 |

#### Entscheidungen
|     | Luxemburgischer Meister: Gambit Bonnevoie |
| (M) | Meister der letzten Saison                |

#### Kreuztabelle
| Ergebnisse | Ergebnisse                            | 01. | 02. | 03. | 04. |
| ---------- | ------------------------------------- | --- | --- | --- | --- |
| 01.        | Gambit Bonnevoie                      |     | 2½  | 5½  | 5½  |
| 02.        | Le Cavalier Belvaux                   | 5½  |     | 4½  | 3½  |
| 03.        | Le Cavalier Differdange I. Mannschaft | 2½  | 3½  |     | 4   |
| 04.        | De Sprénger Echternach                | 2½  | 4½  | 4   |     |

### Poule Basse
Nach der Vorrunde war Dudelanges zweite Mannschaft bereits abgestiegen, während die Chancen von Differdanges zweiter Mannschaft eher theoretischer Natur waren. Zwar kam diese durch Siege gegen Dommeldange-Beggen und Dudelanges zweiter Mannschaft noch auf einen halben Punkt auf Dommeldange-Beggen heran, allerdings besiegte Dommeldange-Beggen Dudelanges zweite Mannschaft und erreichte damit den Klassenerhalt.

#### Abschlusstabelle
| Pl. | Verein                                       | Sp | G | U | V  | MP      | Brett-P.  |
| --- | -------------------------------------------- | -- | - | - | -- | ------- | --------- |
| 05. | Cercle d'échecs Dudelange I. Mannschaft      | 10 | 6 | 1 | 3  | 6,5:3,5 | 46,5:33,5 |
| 06. | Cercle d'échecs Philidor Dommeldange-Beggen  | 10 | 4 | 1 | 5  | 4,5:5,5 | 41,0:39,0 |
| 07. | Le Cavalier Differdange II. Mannschaft (N)   | 10 | 3 | 0 | 7  | 3:7     | 31,5:48,5 |
| 08. | Cercle d'échecs Dudelange II. Mannschaft (N) | 10 | 0 | 0 | 10 | 0:10    | 19,5:60,5 |

#### Entscheidungen
|     | Absteiger in die Promotion d'honneur: Le Cavalier Differdange II. Mannschaft, Cercle d'échecs Dudelange II. Mannschaft |
| (N) | Aufsteiger der letzten Saison                                                                                          |

#### Kreuztabelle
| Ergebnisse | Ergebnisse                                  | 05. | 06. | 07. | 08. |
| ---------- | ------------------------------------------- | --- | --- | --- | --- |
| 05.        | Cercle d'échecs Dudelange I. Mannschaft     |     | 4½  | 5½  | 6½  |
| 06.        | Cercle d'échecs Philidor Dommeldange-Beggen | 3½  |     | 3½  | 7½  |
| 07.        | Le Cavalier Differdange II. Mannschaft      | 2½  | 4½  |     | 5½  |
| 08.        | Cercle d'échecs Dudelange II. Mannschaft    | 1½  | ½   | 2½  |     |

## Die Meistermannschaft
| 1.            | Gambit Bonnevoie |
| Schachfiguren | Timothy Upton, Georges Haas, Pierre Blaeser, Denis Baudot, Marc Huberty, Lars-Bo Rasmussen, Robert Ackermann, Henri Moris, Fred Berend, Patrick Burkart, Michael Wiedenkeller, Elvira Berend, Andreas Roll, Gunnar Gnad, Guy Monaville, Geoffrey Stern, Léon Meeussen, Pierre Christen. |